# Ricardo Rodríguez de la Vega
Pour les articles homonymes, voir Ricardo Rodríguez, Rodríguez et De la Vega.
Ne pas confondre avec son frère : Pedro Rodríguez.
Ricardo Rodríguez de la Vega ou plus simplement Ricardo Rodríguez, né le 14 février 1942 à Mexico et mort le 1er novembre 1962 dans la même ville, est un pilote automobile mexicain. Il a disputé cinq courses du championnat du monde de Formule 1 pour Ferrari au cours des saisons 1961 et 1962, avant de trouver la mort à vingt ans, à l'aube d'une carrière prometteuse, lors des essais d'une course hors championnat dans son pays natal.
Son frère ainé Pedro Rodríguez a lui aussi accédé au championnat du monde de Formule 1 dans les années suivantes. Le circuit de Mexico, qui accueille la Formule 1 jusqu'en 1992 puis depuis 2015, ainsi que des manches des championnats Champ Car et Nascar Busch Series, est baptisé Autódromo Hermanos Rodríguez en hommage à Pedro et Ricardo.

## Biographie
Après avoir semé la terreur dans les compétitions automobiles en Amérique du Nord, Ricardo débarque avec son frère Pedro et son ami Jo Ramírez en Europe en 1960 et ne tarde pas à s'y forger une solide réputation, en terminant 2e des 24 heures du Mans avec André Pilette. En 1961, il termine 3e lors des 12 heures de Sebring, puis second aux 3 heures de Daytona. Pilotant pour Ferrari en catégorie « sport » (au sein de la structure NART), ces résultats - alors qu'il est tout juste âgé de 18 ans - impressionnent le commandatore Enzo Ferrari, qui décide de lui confier le volant d'une Ferrari 156 à l'occasion du Grand Prix d'Italie 1961 de Formule 1. Pour son tout premier Grand Prix, Rodríguez fait sensation en se qualifiant en première ligne, à un dixième seulement de son coéquipier Wolfgang von Trips, et devant le futur champion du monde Phil Hill. Ce jour-là, il devient le premier pilote de moins de 20 ans à courir dans la catégorie reine du sport automobile.
Toujours à la Scuderia en 1962, il souffre des mauvaises performances des monoplaces italiennes et ne peut guère se mettre en valeur. Afin d'économiser de l'argent et pour mieux préparer la saison suivante, la Scuderia Ferrari décide de déclarer forfait pour les épreuves de fin de saison. Mais Ricardo ne résiste pas à l'envie de disputer le GP du Mexique (épreuve hors-championnat) au volant d'une Lotus du Rob Walker Racing Team. Il se tue au cours des essais de ce Grand Prix.

## Palmarès
- 2e des 24 heures du Mans en 1960.
- 3e des 12 heures de Sebring en 1961.
- 2e des 3 heures de Daytona en 1961.
- Vainqueur des 1 000 kilomètres de Paris en 1961.
- Vainqueur de la Targa Florio en 1962.
- Vainqueur des 1 000 kilomètres de Paris en 1962.

## Résultats en championnat du monde de Formule 1
| Saison | Écurie                     | Châssis | Moteur     | Pneus  | GP disputés | Points inscrits | Classement |
| ------ | -------------------------- | ------- | ---------- | ------ | ----------- | --------------- | ---------- |
| 1961   | Scuderia Ferrari SpA SEFAC | 156     | Ferrari V6 | Dunlop | 1           | 0               | n.c.       |
| 1962   | Scuderia Ferrari SpA SEFAC | 156     | Ferrari V6 | Dunlop | 4           | 4               | 13e        |

## Résultats aux 24 heures du Mans
| Année | Voiture            | Équipe                     | Équipier        | Résultat |
| ----- | ------------------ | -------------------------- | --------------- | -------- |
| 1959  | OSCA 750TN         | OSCA Automobili            | Pedro Rodríguez | Abandon  |
| 1960  | Ferrari 250 TR59   | North American Racing Team | André Pilette   | 2e       |
| 1961  | Ferrari 250 TRI/61 | North American Racing Team | Pedro Rodríguez | Abandon  |
| 1962  | Ferrari Dino 246SP | Ferrari SEFAC              | Pedro Rodríguez | Abandon  |

## Apparition au cinéma
En 1961, Ricardo Rodriguez s'est essayé au cinéma en tant que second rôle dans le drame Muchachas Que Trabajan, de Fernando Cortés, adapté du roman éponyme d'Angeles Vallarta Tuñón.